# Jordan 198
Chronologie des modèles (1998)
Jordan 197 Jordan 199
La Jordan 198 est la monoplace de l'écurie Jordan Grand Prix lors de la saison 1998 de Formule 1. Elle est pilotée par le champion du monde 1996 Damon Hill, en provenance d'Arrows, et par l'Allemand Ralf Schumacher qui dispute sa deuxième saison pour l'écurie. La 198 est équipée d'un moteur Mugen-Honda, Peugeot, partenaire de 1995 à 1997, motorisant désormais exclusivement l'écurie Prost Grand Prix, et chaussée de pneus Goodyear.

## Historique

### Avant-saison
Depuis 1994, l'écurie tourne autour des cinquième et sixième places du championnat constructeurs et réalise occasionnellement des podiums ; elle espère poursuivre sur cette lancée et progresser davantage cette saison.

### Un début de saison catastrophique
Le début de saison n'est pas conforme aux attentes, notamment en course. En Australie, Schumacher et Hill se qualifient en cinquième ligne et Hill termine huitième, à plus d'un tour des McLaren de Mika Häkkinen et David Coulthard tandis que Schumacher abandonne dès le deuxième tour, après un accrochage avec Jan Magnussen et Toranosuke Takagi. 
Au Brésil, Schumacher s'élance huitième et Hill onzième ; l'Allemand part en tête-à-queue et abandonne au premier tour tandis que Hill, arrivé dixième, est disqualifié pour poids non conforme. En Argentine, Schumacher se qualifie cinquième mais rate son départ puis part à la faute. Hill, qualifié neuvième, gagne une position en course mais aucun point n'est inscrit après trois courses.

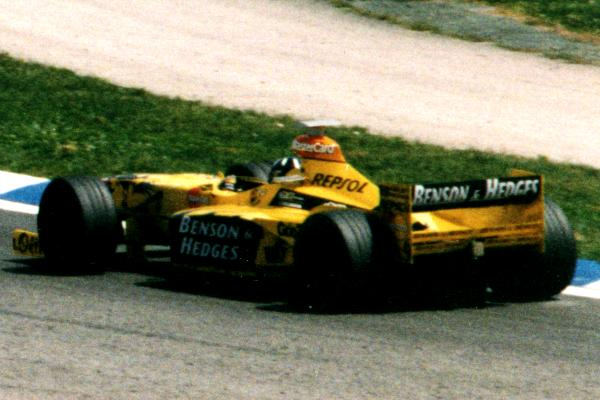
La Jordan 198 de Damon Hill au Grand Prix d'Espagne 1998.

À Saint-Marin, Hill, qualifié septième, ne voit pas l'arrivée à cause d'un problème de soupape alors qu'il était à la porte des points ; Schumacher se qualifie neuvième et termine à la place occupée par son équipier avant son abandon. En Espagne, Hill, qualifié huitième, voit son moteur Mugen Honda exploser alors qu'il occupait sa position de départ ; Schumacher se qualifie et termine onzième. Les monoplaces irlandaises sont encore plus en retrait à Monaco : reléguées en huitième ligne, Schumacher abandonne sur accident et Hill arrive huitième.
Le Grand Prix du Canada voit les Jordan revenir à un niveau plus correct en qualifications : Schumacher cinquième et Hill dixième, mais l'épreuve se solde par un double abandon : Schumacher dès le départ sur tête-à-queue et Hill après un problème électrique alors qu'il roulait dans la zone des points. En France, Schumacher se qualifie sixième devant son coéquipier qui abandonne sur casse moteur alors qu'il était septième. L'Allemand termine seizième, à trois tours de son frère, après avoir connu divers problèmes en course. Alors que le cap de la mi-saison est passé, le compteur de points de Jordan est toujours vierge, une première depuis 1993. La saison précédente, au même stade, elle occupait la sixième place du championnat avec 13 points.

### Les progrès en deuxième partie de saison
À Silverstone, sous la pluie, Hill gâche une bonne septième place en qualifications en partant en tête-à-queue en début de course mais Schumacher, revenu du fond de grille, termine sixième et marque le premier point de l'écurie qui se place à la huitième place provisoire du championnat constructeurs. Ce point est le premier de Jordan depuis près de dix mois (le Grand Prix d'Autriche 1997), et cela va véritablement lancer sa saison. 
En Autriche, les Jordan, en retrait lors des qualifications (Schumacher neuvième et Hill quinzième), terminent cinquième (Schumacher) et septième (Hill). La bonne qualification d'Hockenheim (Schumacher quatrième devant Hill) est confirmée en course : le champion du monde 1996 ouvre son compteur de points avec la quatrième place tandis que son coéquipier termine sixième. Il récidive en Hongrie où il se qualifie et termine quatrième. Jordan remonte alors à la cinquième place du championnat des constructeurs.

### L'exploit en terre belge
Le pilote britannique fait encore mieux lors du Grand Prix de Belgique où il se qualifie troisième, derrière les McLaren-Mercedes, et devant la Ferrari de son ancien rival Michael Schumacher. Il mène même les premiers tours d'un Grand Prix pluvieux avant d'être dépassé par la Ferrari. Au vingt-sixième tour, alors que l'aîné des Schumacher roule devant les deux Jordan, il s'accroche avec David Coulthard en tentant de lui prendre un tour. Les Jordan prennent le commandement et peuvent réaliser un doublé. À la radio, Damon Hill demande que les positions soient figées pour éviter que les pilotes ne s'attaquent et ne mettent en péril ce qui pourrait être la première victoire de l'écurie en 127 Grands Prix. Eddie Jordan demande alors à Ralf Schumacher de rester derrière son coéquipier. Le doublé Jordan entrevu après l'abandon de Schumacher se concrétise à l'arrivée, Hill remporte son 22e et dernier succès ainsi que son 42e et dernier podium tandis que Schumacher monte sur son premier podium depuis celui d'Argentine en 1997. Ce podium est le premier de l'écurie depuis la deuxième place de Giancarlo Fisichella sur la même piste un an auparavant ; c'est également son premier double podium depuis le Grand Prix du Canada 1995. Jordan se relance dans la lutte pour la troisième place du championnat constructeurs face à Williams et Benetton.

### En lutte pour la troisième place en fin de saison
En Italie, Schumacher se qualifie sixième et termine troisième derrière les Ferrari de son frère et d'Eddie Irvine. Hill, qualifié quatorzième, ajoute le point de la sixième place au podium de son coéquipier, ce qui permet à Jordan, avec 31 points, de pointer à deux points de Williams (33 points) et à un point de Benetton (32).
Au Luxembourg, Schumacher se qualifie sixième et Hill dixième mais les Benetton et les Williams se placent devant ; c'est également le cas en course où Jordan ne ramène aucun point tandis que Williams et Benetton en inscrivent deux et un. L'écurie irlandaise aborde le dernier Grand Prix, à Suzuka, avec quatre points de retard sur Williams et deux de retard sur Benetton.
Sur la grille de départ, les Williams sont en troisième ligne, devant les Jordan et les Benetton. Les voitures de David Richards ne ramènent pas un seul point, au contraire de leurs adversaires. Au dernier tour du Grand Prix, Hill dépasse Heinz-Harald Frentzen et termine quatrième, devant les Williams. Ce n'est pas suffisant pour les devancer au championnat où Jordan s'incline pour quatre points face à elles. Jordan a cependant dépassé Benetton et se classe quatrième du championnat des constructeurs avec 34 points, son meilleur résultat depuis ses débuts en Formule 1.
À l'issue de la saison, Ralf Schumacher quitte Jordan pour Williams et est remplacé par Heinz-Harald Frentzen pour la saison 1999.

## Résultats en championnat du monde de Formule 1
| Saison | Écurie                 | Moteur          | Pneus    | Pilotes         | Courses | Courses | Courses | Courses | Courses | Courses | Courses | Courses | Courses | Courses | Courses | Courses | Courses | Courses | Courses | Courses | Points inscrits | Classement |
| Saison | Écurie                 | Moteur          | Pneus    | Pilotes         | 1       | 2       | 3       | 4       | 5       | 6       | 7       | 8       | 9       | 10      | 11      | 12      | 13      | 14      | 15      | 16      | Points inscrits | Classement |
| ------ | ---------------------- | --------------- | -------- | --------------- | ------- | ------- | ------- | ------- | ------- | ------- | ------- | ------- | ------- | ------- | ------- | ------- | ------- | ------- | ------- | ------- | --------------- | ---------- |
| 1998   | Benson & Hedges Jordan | Mugen-Honda V10 | Goodyear |                 | AUS     | BRÉ     | ARG     | SMR     | ESP     | MON     | CAN     | FRA     | GBR     | AUT     | ALL     | HON     | BEL     | ITA     | LUX     | JAP     | 34              | 4e         |
| 1998   | Benson & Hedges Jordan | Mugen-Honda V10 | Goodyear | Damon Hill      | 8e      | Dsq     | 8e      | 10e     | Abd     | 8e      | Abd     | Abd     | Abd     | 7e      | 4e      | 4e      | 1er     | 6e      | 9e      | 4e      | 34              | 4e         |
| 1998   | Benson & Hedges Jordan | Mugen-Honda V10 | Goodyear | Ralf Schumacher | Abd     | Abd     | Abd     | 7e      | 11e     | Abd     | Abd     | 16e     | 6e      | 5e      | 6e      | 9e      | 2e      | 3e      | Abd     | Abd     | 34              | 4e         |

Légende : ici 